# 菅原拓也
菅原 拓也（すがわら たくや、1983年11月3日 - ）は、日本の男性プロレスラー。

## 経歴
高校を中退して闘龍門の8期生として入門。T2Pメンバーの中になんとか滑り込む。2001年12月2日にデビューを果たした。一時、ヘンリー・III世・菅原を名乗り、アンソニー・W・森らと王子様キャラのロイヤル・ブラザーズとして活動し、2003年1月に東京ドームで開催されたファンタジーファイトWRESTLE-1に出場して大舞台を経験する。菅原もその後、ヒール志望が強かったこともあり、2004年に近藤修司、"brother"YASSHIら率いるルードユニット「悪冠一色」に加入。シングルのリーグ戦ではCIMAに勝利している。同年12月、リング外の素行不良・職務怠慢を理由に団体から解雇された。
近藤・ブラザーが移籍した全日本プロレスなど、国内で活動し始めた他の旧メンバーと違い、菅原のみ国外に活路を求め猪木LA道場で修行していた。2005年にDragondoor第1回大会で凱旋を果たし、2006年2月26日にはZERO1-MAXで4団体認定インターナショナル・ジュニアヘビー級王座を奪取。
その後、一時期怪我のため戦線を離脱したが復帰後は悪冠一色を離れてバラモン・シュウらと組み、「HELL DEMONS」を結成。2007年8月9日にはUWA世界6人タッグ王座を獲得した。
プロレスリングElDorado外ではベビーフェイスとして活動しているため、2007年12月、バラモン・ケイのお告ゲルによりチームから追放される。後にトリオベルトも返上された。
2008年、大鷲透、荒谷望誉と組みバラモン・豪組と決定戦を行い再びUWA世界6人タッグ王座を獲得。
2008年12月、ElDoradoが活動休止。
2009年11月6日、古巣・DRAGON GATEの後楽園ホール大会で望月成晃に呼び込まれる形で旧世代軍の一員として登場する。
2009年12月27日、福岡国際センター大会でベテラン軍を裏切りREAL HAZARDに加入。その後はディープ・ドランカーズ、土井軍（仮）、Blood WARRIORSとヒールユニットに所属し続けたが、怪我で長期欠場中に契約が切れ、以後はDRAGON GATEには参戦していない。
2012年に藤田峰雄、曙とZERO64を結成するも2014年に自然解散。藤田峰雄を裏切りデーモン植田と結託し副社長に就任したばかりのKAMIKAZEとも共闘、さらにはVOODOO-MURDERSとの合体も果たした。
2015年、体重を量ることを拒否し続けた結果強制的にヘビー級に転向させられる。
2016年、体重の基準をクリアしたため天下一Jr.に出場し優勝。次年度は全国を回るリーグ戦として開催することを願い事として明かした。また鈴木鼓太郎とのタッグで活動した。
2021年、第21回真夏の祭典火祭り2021に出場。Bブロック1位で通過し、8月1日の決勝戦では大谷晋二郎に勝利。5回目の出場で火祭り初優勝を飾った。
2024年、第24回火祭り2024と同時開催のジュニアタッグトーナメントにて、菅原との紫タッグを希望するジュニアヘビー級の馬場拓海からの強い要望で、105kgの体重を試合日までに99kgに落として参戦、6月8日のミナテラスとちぎ大会にて秦野友貴＆ハジメ組に勝利し初戦突破した。前哨戦となる6月2日の新木場大会にて馬場から蹴りを2回誤爆され、ミナテラスとちぎ大会でも蹴りを1回誤爆された。

## 得意技
十三不塔
現在の菅原のフィニッシャー。読み方は、「シーサンプーター」である。相手と背中合わせになった状態から、片腕を相手のわきの下に入れつつ背中に担ぎ上げて、もう片方の腕で相手の足を固定しその場でエアプレンスピンのように旋回したあと、尻餅をつくように着地しながら相手を垂直気味に落とす技。相手は頭部にダメージを食らう。形は小橋建太のバーニングハンマーに似ていて、技名の由来は麻雀の役である十三不塔から（以前は役満だったが、今ではローカルルールでしか見られない役。）。ヘンリーIII世・菅原時代の名称はバッキンガムドロップ。
ラリアット
天下一Jr.優勝時以降使用している菅原のフィニッシュムーブ。
T.C.O.（The Crime Operation）
風車式バックブリーカーの要領で相手を自分の両肩に担ぎ上げ、リングの対角線を走ってジャンプ。バックフリップの要領で相手をうつぶせにマットに叩き付ける。
プラセンタ
足を固めるスクールボーイ。ホルヘ・リベラ直伝の丸め込み技。技名の由来は、美容サプリメントの原料にもなる胎盤から。
ブラックボックス攻撃
（得意技とは違うが。）リング入場時に“ブラックボックス”と呼ばれるもの（DIYショップで販売している黒単色の工具などを納めるポリの蓋付きボックス｛両サイドがロックできる｝）を持ってリングインして、それを試合の終盤に利用し相手を叩く。それをレフェリーのブラインドをつき行い、フォールを奪う。
スターダストプレス
ここ一番で使用される。
垂直落下式ブレーンバスター
足極め逆さ押さえ込み

## タイトル歴
プロレスリングZERO1-MAX
- NWAインターコンチネンタルタッグ王座（第19、40代）

パートナーは藤田ミノル（第19代）、田中将斗（第40代）。
- AWA UPW ZERO1-MAX World-1認定インターナショナルジュニアヘビー級王座（第7代）
- NWA世界&インターナショナルジュニアヘビー級王座（第110代&第10代）
- NWAインターナショナルライトタッグ王座（第7、9、11、13、16、18、26代）

パートナーは藤田ミノル（第7代）、怪人ハブ男（第9代）、菊池毅（第11代）、藤田峰雄（第13代）、"brother"YASSHI（第16、18代）、日高郁人（第26代）。
- 天下一Jr. 優勝（2016年）
- 火祭り 優勝（2021年）

MOBIUS
- APEX OF TRIANGLE王座（第8代）

パートナーはTARU&"brother"YASSHI。
プロレスリングEIDorado
- UWA世界6人タッグ王座（第35代）

パートナーはバラモン・ケイ&バラモン・シュウ。
DRAGONGATE
- オープン・ザ・トライアングルゲート王座

パートナーは神田裕之&Kzy（第26代）、神田裕之&谷嵜なおき（第30代）

## 入場曲
- 初代 : Living Dead Girl（ロブ・ゾンビ）
- 2代目 : THE EASTERN RED BEAST〜十三不塔mix〜（ACMA）

## 出演
- 牙狼〈GARO〉 神ノ牙-KAMINOKIBA-（2018年、東北新社） - 人型ホラー 役